# (460) Scania
(460) Scania és l'asteroide número 478, que es troba al cinturó d'asteroides. Fou descobert per l'astrònom Max Wolf des de l'Observatori de Heidelberg-Königstuhl, el 22 d'octubre del 1900.